# Autoodio
En las ciencias sociales se describe como autoodio (self-hatred) o identificación con el grupo dominante el sentimiento de rechazo que siente el individuo, perteneciente a un grupo social de bajo estatus, ante características propias consideradas inferiores a las de los grupos dominantes. 
El psicólogo estadounidense Gordon Allport lo ha definido como el «sentimiento de vergüenza que puede tener alguien por poseer las cualidades que desprecia en su propio grupo, ya sean estas cualidades reales o imaginarias». Por su parte el sociólogo español Rafael L. Ninyoles lo define como «el sentimiento de inferioridad que experimentan determinados individuos por poseer los rasgos que los identifican como miembros de un grupo».

## Características
El autoodio puede manifestarse por un rechazo ante características que el individuo sabe que le son propias, pero que, al mismo tiempo, niega y rechaza compartir siquiera esas características que siente como estigmatizadas.
En los Estados Unidos ha sido estudiado desde la década de 1950 y descrito como autoodio el que sienten algunos afroestadounidenses de buena situación socioeconómica, que no quieren relacionarse ellos o sus hijos con individuos de su misma condición étnica. Como resultado del autoodio que afecta un porcentaje de la población afroestadounidense se da el caso de la producción y comercialización de productos cuyas propiedades publicitadas sería la de aclarar la piel.
En los Estados Unidos, también, un porcentaje de la población italoestadounidense sufre los efectos del autoodio. Según los estudios, la autopercepción de distintos individuos de las distintas generaciones de descendientes de los primeros inmigrantes italianos no es uniforme, produciéndose casos de individuos que rechazan completamente su herencia italiana, hasta quienes tienen dudas acerca de su propia identidad y, en menor medidas, quienes la reivindican.

## Motivaciones
El autoodio es el resultado de un proceso de identificación con los grupos dominantes, y se produce en contextos de conflicto cultural, de género o étnico, en el cual las tensiones no sólo se producen entre distintos grupos sino, inclusive, dentro de esos mismos grupos. Por este motivo, dentro de los grupos dominados, de estatus inferior, hay individuos que, adoptando los criterios, prioridades, etcétera, de los grupos hegemónicos, actúan de forma antagónica a sus propios intereses y los de su grupo.

## Resultados
El punto culminante de un proceso de autoodio sería la completa asimilación del individuo al grupo dominante.